# Bakwa Turunku
Bakwa Turunku (tra 1468 e 1528 – 1566 cca) è stata una sovrana nigeriana, fondatrice della città nigeriana di Zaria.

## Biografia
Turunku Bakwa fu la 22ª regina di Zazzau, il grande impero del popolo Hasau nato nel 1050. Non nativa del posto, nacque Fulani che si trasferì a Macina, la regione orientale del Niger. Per il fatto che possedeva pistole acquistate dai commercianti sulla costa, alcune fonti ipotizzarono fosse venuta dal sud. Turunku Bakwa fece parte di un clan matriarcale di guerriere. Nel 1536, fondò la città di Zaria, nella Nigeria settentrionale, e la chiamò come sua figlia minore. Insieme al re Nikatau, ebbe due figlie femmine (Amina e Zaria) e un maschio (Karama), che governarono dopo la sua morte.